# Mesocacia elongata
Mesocacia elongata är en skalbaggsart som beskrevs av Stefan von Breuning 1936. Mesocacia elongata ingår i släktet Mesocacia och familjen långhorningar. Inga underarter finns listade i Catalogue of Life.